# Rhyssemus aurivillii
Rhyssemus aurivillii är en skalbaggsart som beskrevs av Clouet 1901. Rhyssemus aurivillii ingår i släktet Rhyssemus och familjen Aphodiidae. Inga underarter finns listade i Catalogue of Life.